# Pognoa-Tikonti
Ne doit pas être confondu avec Pognoa-Sankoado.
Pognoa-Tikonti est un village du département et la commune rurale de Kompienga, situé dans la province de la Kompienga et la région de l’Est au Burkina Faso.

## Géographie

### Situation et environnement
Le village, proche de la frontière togolaise, est à 4 km au sud-ouest de Pognoa-Sankoado et à 20 km au sud-ouest de Kompienga, le chef-lieu du département.

### Démographie
- En 2006, le village comptait 2 113 habitants recensés[1].

## Transports
Le village est sur la route nationale 19 venant de Nadiagou (sur la route nationale 18 entre la capitale régionale Fada N’Gourma au nord et la frontière du Bénin à l'ouest) et qui mène au village togolais de Ponio, à la frontière togolaise distante de 3 km, puis à la ville togolaise de Dapaong (par la route nationale 28 au Togo).

## Santé et éducation
Le centre de soins le plus proche de Pognoa-Tikonti est le centre de santé et de promotion sociale (CSPS) de Pognoa-Sankoado.
La commune accueille en revanche le collège d'enseignement général du secteur de Pognoa.